# Národní řád za zásluhy (Guinea)
Národní řád za zásluhy (francouzsky: Ordre Nationale du Merite) je nejvyšší státní vyznamenání Guinejské republiky založené roku 1958. Udílen je civilistům i příslušníkům ozbrojených sil za zásluhy a služby státu. Velmistrem řádu je prezident republiky, který během svého funkčního období má jako jediný právo nosit řádový řetěz.

## Historie
Zakladatelem řádu byl první prezident republiky Ahmed Sékou Touré. Řád založil roku 1958, ve stejném roce v jakém Guinea získala nezávislost. Velmistrem řádu je prezident republiky, který během svého funkčního období má jako jediný právo nosit řádový řetěz.

## Insignie
Řádový odznak má podobu červeně smaltované pěticípé hvězdy s cípy zakončenými zeleně smaltovanými kuličkami. Mezi cípy jsou tenké paprsky vybíhající ze středu hvězdy. Uprostřed je kulatý medailon s červeně smaltovaným okrajem. Uvnitř je reliéfní vyobrazení mapy Guineje. Na obvodu je zlatým písmem nápis REPUBLIQUE DE GUINEE. Ke stuze je odznak připojen přívěskem v podobě dvou olivových větviček tvořících věnec. Věnec je zeleně smaltovaný s červeně smaltovanými plody.
Stuha je červená s tenkými zelenými pruhy lemujícími okraje.

## Třídy
Řád je udílen v pěti řádných a v jedné speciální třídě:
- řetěz – Řetěz má právo nosit pouze úřadující prezident republiky

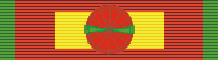
velkokříž
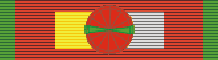
velkodůstojník
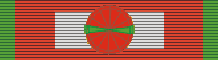
komtur
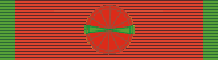
důstojník
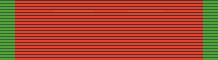
rytíř

- velkokříž
- velkodůstojník
- komtur
- důstojník
- rytíř